# Honnavalli, Arkalgud
Honnavalli là một làng thuộc tehsil Arkalgud, huyện Hassan, bang Karnataka, Ấn Độ.